# Villa turneri
Villa turneri är en tvåvingeart som beskrevs av Hesse 1956. Villa turneri ingår i släktet Villa och familjen svävflugor. Inga underarter finns listade i Catalogue of Life.